# Roberto Brenes Mesén
Roberto Brenes Mesén (San José, 6 de julio de 1874 - 19 de mayo de 1947) fue un destacado educador, escritor y periodista costarricense de la primera mitad del siglo XX.

## Biografía
Hijo de Martín Brenes Córdoba (hermano de Alberto Brenes Córdoba) y Elena Mesén Pérez, inició la enseñanza primaria la escuela que dirigía José Ramón Chavarría y luego en estudió en varias otras de San José.
Obtuvo el bachillerato y el título de maestro normal en el Liceo de Costa Rica. En 1893 trabajó como inspector del internado de jóvenes del Instituto de Alajuela.
En 1897 se fue a Chile con una beca, lo que le permitió titularse en profesor de Estado en el Instituto Pedagógico de ese país.
A su regreso a Costa Rica en 1900, el 26 de agosto, se casó con Ana María Carrillo Castro (la pareja tendría ocho hijos, de los que perdería cinco).
Enseñó en el Liceo de Costa Rica en 1901-1902 y al año siguiente asumió como director del Colegio San Luis Gonzaga de Cartago, donde, además, fue profesor de castellano, psicología y lógica. En 1904 regresa al liceo donde había estudiado y enseña allí las mismas disciplinas; es profesor de castellano en el Colegio Superior de Señoritas de San José.
Durante la primera década del siglo XX comenzó su labor como periodista y político junto a Joaquín García Monge. En 1904 se convierte en director de La Prensa Libre y funda y encabeza la revista La Aurora (que se publicaría hasta febrero del año siguiente; en 1920 dirigiría el periódico La Sanción). También edita Vida y Verdad, «una revista de tono más personal, sin intereses comerciales», donde él y un grupo de compañeros «rebeldes publicarán sus ideales renovadores».
Se convierte en el primer director del de Heredia, cargo que ocupa desde 1905 hasta 1908. Allí ensayará la coeducación, por primera vez en Costa Rica. Ese año elabora, junto con García Monge, un proyecto de programas encargado por el ministro de Instrucción Pública, Luis Anderson.
En 1909 es nombrado subsecretario de Relaciones Exteriores y desde ese año hasta 1913 se desempeña como subsecretario de Instrucción Pública en la administración de Cleto González Víquez, lo que no le impide seguir continuar su labor docente. Así, enseña filología en su Liceo de Costa Rica de 1910 a 1914; en 1912, como funcionario gubernamental, viaja a Estados Unidos a estudiar las escuelas rurales con el fin de aprovechar la experiencia norteamericana en su patria.
El presidente Ricardo Jiménez Oreamuno lo nombra secretario (ministro) de Instrucción Pública en 1913 y al año siguiente, ministro (embajador) de Costa Rica en Washington D. C. A su regreso en 1915, trabaja como inspector de Educación Normal y Secundaria y al año siguiente es nombrado director de la Escuela Normal de Costa Rica (Heredia), donde enseña asimismo sicología, sociología e historia de la educación. 
En 1917, bajo el régimen de Federico Tinoco Granados, fue nombrado ministro de Instrucción Pública, pero catorce meses después, en abril del año siguiente, dejó ese puesto. Regresa como profesor al Liceo de Costa Rica, es nombrado director general de Bibliotecas, pero en septiembre se marcha a Estados Unidos, donde permanecerá 21 años.
Se trataba de un exilio voluntario aparentemente motivado por el hecho de que en Costa Rica había quienes lo tachaban de tinoquista y de traidor a sus ideales democráticos y progresistas.
En Norteamérica fue profesor en las universidades de Columbia, de Syracuse (ambas en Nueva York), y en la de Nuevo México; se distinguió como conferenciante invitado en otros establecimientos de enseñanza superior.
En 1928, a pesar de encontrarse en Estados Unidos, formó parte –junto con la mayoría de intelectuales del país, como Carmen Lyra, Joaquín García Monge, Omar Dengo, Alfredo González Flores, José María Zeledón– de la Liga Civil, grupo comprometido con la lucha por los derechos de los obreros y los trabajadores de las grandes empresas trasnacionales. Esta organización combatió en especial los beneficios que el gobierno daba a la United Fruit Company, la Compañía de Ferrocarriles al Atlántico y demás empresas de Minor Keith.
Regresó a Costa Rica en junio de 1939, a la edad de 65 años, como profesor jubilado por la Universidad de Northwestern, y continuó escribiendo para los principales periódicos y revistas del país, en los que instaba a promover la educación. "En este país se ha enseñado para ganarse la vida, pero no para ser feliz, y la felicidad del hombre debe ser el objetivo de toda Educación", señalaba en un artículo. 
Algunos de sus trabajos y posturas fueron muy controversiales para aquel tiempo, como el conflicto que tuvo con la Iglesia católica por la enseñanza en el Liceo de Heredia de la teoría de Darwin o que esta institución introdujera la coeducación, es decir, que fuera mixta.
Brenes fue miembro de la Sociedad Teosófica de Costa Rica y de la Masonería costarricense.
Hombre de gran cultura, aprendió alemán, francés, griego, inglés, latín y sánscrito. Varios establecimientos de enseñanza llevan su nombre (por ejemplo, en 1965 con él bautizaron al primer colegio de estudios secundarios en Hatillo, San José).
Fue declarado Benemérito de la Patria, por acuerdo N.º 1408 del 17 de abril de 1974.

## Brenes escritor
Considerado un poeta modernista, comenzó su producción literaria en la última década del siglo XIX, época en la que mantiene también correspondencia con el nicaragüense Rubén Darío y el argentino Leopoldo Lugones. Estos dos escritores influyeron fuertemente en los inicios de su vida de poeta.
En 1904-1905 publica sus primeros libros, que están relacionados con su trabajo docente: una gramática histórica, una obra sobre los microorganismos y un volumen de lectura escolar en el que incluye algunas poesías suyas.
El primer poemario –En el silencio– lo publica en 1907; a partir de entonces irá sacando periódicamente nuevas obras de una lírica fundamentalmente filosófica. El último –Rasur, o la semana de esplendor aparece en 1946,– pero su trabajo final estará dedicado no a la poesía, sino a la gramática de Andrés Bello.
Aunque Brenes fue ante todo un vate, escribió también dos novelas breves. Estrella doble salió por entregas en 1901, en los diarios El País (en folletín, a partir de la edición del 3 de junio) y El Día; posteriormente, en 1959 fue publicada por el Ministerio de Educacación Pública en el libro Selección de cuatro autores costarricenses. La segunda, más conocida, es Lázaro de Betania, publicada en 1932. Su argumento gira en torno a una idea filosófica: solo el cuerpo de Lázaro ha resucitado; su espíritu es otro, es un nuevo nacimiento y será una nueva conciencia la que dirigirá su cuerpo.

## Obras

### Poesía
- En el silencio, Imprenta Alsina, San José, 1907
- Hacia nuevos umbrales, Imprenta Alsina, San José, 1913
- Voces del Angelus, Imprenta Alsina, San José, 1916
- Pastorales y jacintos, Imprenta Alsina, San José, 1917
- Los dioses vuelven, Imprenta Alsina, San José, 1928
- En busca del Grial, Editorial Hernando, Madrid, 1935
- Poemas de amor y muerte, Imprenta Española Soler y Valverde, San José, 1943
- En casa de Gutemberg; Banquete platónico y otros poemas, Imprenta Tormo, San José, 1945
- Rasur, o la semana de esplendor, Trejos, San José, 1946

Libros póstumos
- Antología poética, Ministerio de Educación Pública, San José, 1959
- Antología poética, Editorial Costa Rica, San José, 1964
- Poesías de Roberto Brenes Mesén, con prólogo de José Basileo Acuña, Editorial Costa Rica, San José, 1975 (varias reediciones)

### Novelas
- Estrella doble, publicada por entregas en 1901
- Lázaro de Betania, Ediciones del Convivio, San José, 1932

### Ensayos
- Libro de lectura. Primer ciclo de humanidades, Lehmann, San José, 1914 (tendrá varias reediciones, la 4.ª eb 1914)
- Gramática histórica y lógica de la lengua castellana, Lehmann, San José, 1905
- Proyecto de programas de instrucción primaria, Tipografía Nacional, San José, 1908
- Voluntad en los microorganismos. Contribución a la psicología comparada, Imprenta Alsina, San José, 1905
- El canto de las horas, 1911
- Metafísica de la materia, Lehmann, San José, 1917
- El misticismo como instrumento de investigación de la verdad, 1921
- Las categorías literarias, J. García Monge, San José, 1923
- Crítica americana, Talleres Gráficos La Tribuna, San José, 1936
- El ritmo en la prosa española, 1938
- Dante, filosofía, poesía, Trejos, San José, 1945
- Ensayo sobre la Gramática de don Andrés Bello, 1947